# Carol Bower
Carol Bower, född den 9 juni 1956 i Riverside, Kalifornien, är en amerikansk roddare.
Hon tog OS-guld i åtta med styrman i samband med de olympiska roddtävlingarna 1984 i Los Angeles.